# Marisol Prado
Marisol Rossana Prado Villegas (Santiago, 5 de abril de 1968) es una médica cirujana y psiquiatra chilena, militante del Partido Comunista de Chile (PCCh). Fue la primera mujer en ocupar la presidencia de la Federación de Estudiantes de la Universidad de Chile (FECh), y se mantuvo como la única hasta la elección de Camila Vallejo en 2010.
Desde el 7 de julio de 2023 se desempeña como directora nacional del Servicio Médico Legal de Chile.

## Biografía
Estudió medicina en la Universidad de Chile. Ingresó a las Juventudes Comunistas de Chile en 1995. Fue secretaria de comunicaciones y secretaria general de la FECh durante los períodos de Rodrigo Roco, y en 1997 fue elegida presidenta de la federación con cerca del 40% de los votos. Durante su mandato se vivió una de las movilizaciones estudiantiles más importantes de la década de 1990, en contra de la privatización de la educación. Cercana a la iglesia católica, participó en el Encuentro Continental de Jóvenes de 1998.
En 2005 fue una de las fundadoras del movimiento Nueva Izquierda Universitaria.
Realizó un doctorado en Psiquiatría y Psicología Clínica en la Universidad Autónoma de Barcelona. Actualmente se desempeña como profesora en la Facultad de Medicina de la Universidad de Chile, donde es directora de Asuntos Estudiantiles, y en 2010 asumió además la Dirección de Bienestar Estudiantil en la misma casa de estudios.

## Historial electoral

### Elecciones Municipales 2000
Elecciones Municipales 2000 por la alcaldía de Santiago 
| Candidato                | Partido | Votos  | %     | Resultado |
| Joaquín Lavín Infante    | UDI     | 73.088 | 60,99 | Alcalde   |
| Marta Larraechea Bolívar | PDC     | 34.993 | 29,20 | Concejal  |
| Marisol Prado Villegas   | ILB     | 2.207  | 1,84  |           |
| Tomás Hirsch Goldschmidt | PH      | 2.067  | 1,72  |           |

### Elecciones de consejeros regionales de 2017
- Elecciones de consejero regional por la circunscripción Santiago V ( La Florida, La Granja, Macul, Peñalolén y San Joaquín)[8]

| Candidato                | Pacto                           | Partido | Votos  | %     | Resultados |
| ------------------------ | ------------------------------- | ------- | ------ | ----- | ---------- |
| Lorena Estivales Arratia | Frente Amplio                   | RD      | 44 306 | 13,51 | Consejera  |
| Ruth Miranda Muñoz       | Chile Vamos                     | RN      | 30 426 | 9,31  | Consejera  |
| Claudio Pardo Paredes    | Chile Vamos                     | UDI     | 18 282 | 5,57  | Consejero  |
| Claudia Pérez Calderón   | Chile Vamos                     | UDI     | 18 202 | 5,55  |            |
| Chantal Barreaux Palma   | Chile Vamos                     | RN      | 17 765 | 5,42  |            |
| Marisol Prado Villegas   | Por un Chile Justo              | PCCh    | 17 262 | 5,26  |            |
| Nelly Santander Marín    | Unidos por la Descentralización | PS      | 16 412 | 5,00  | Consejera  |